# 후쿠시마 대학
후쿠시마 대학(일본어: 福島大学, Fukushima University)은 일본의 국립 대학이다. 대학 본부는 후쿠시마현 후쿠시마시에 있다.

## 연혁
후쿠시마 대학은 1949년에 후쿠시마 경제 전문학교, 후쿠시마 사범학교, 후쿠시마 청년 사범학교를 통합하여 설립되었다.
- 1949년 : 후쿠시마 대학 발족 (학부: 학예학부, 경제학부).
- 1966년 : 학예학부를 교육학부로 개명.
- 1979년 : 교육학부가 현 가나야가와(金谷川) 캠퍼스로 이전.
- 1981년 : 경제학부가 가나야가와 캠퍼스로 이전.
- 1987년 : 행정사회학부 설치.
- 2004년 : 세개 학부를 인문사회 학군(學群)으로 개편. 이공학군 설치.
인문사회 학군에 세개 학류(學類)를 설치.

이하, 후쿠시마 대학에 통합된 구 학교들의 연혁이다.
- 1921년 : 후쿠시마 고등 상업학교(福島高等商業學校) 설립.
- 1922년 : 제1회 입학식.
- 1944년 : 후쿠시마 경제 전문학교(福島經濟專門學校)로 개칭.
- 1949년 : 후쿠시마 대학 경제학부가 됨.

- 1874년 : 구 후쿠시마현이 가설 강습소(假講習所) 설립.
- 1875년 : 소학교칙강습소(小學敎則講習所)로 개칭.
- 1876년 1월 : 사범전습교(師範傳習校)가 됨.
- 1876년 8월 : 현재의 후쿠시마 현 발족.
- 1877년 : 후쿠시마 제1 사범학교가 됨.
- 1878년 : 후쿠시마 제1-제3 사범학교를 통합. 후쿠오카 사범학교가 됨.
- 1886년 : 후쿠시마 현 심상 사범학교로 개칭.
- 1898년 : 후쿠시마 현 사범학교로 개칭.
- 1923년 : 남자 사범학교와 여자 사범학교를 분리.
- 1943년 : 남자 사범학교를 여자 사범학교와 통합. 관립 후쿠시마 사범학교로 승격.
- 1949년 : 후쿠시마 대학 학예학부가 됨.

- 1920년 : 후쿠시마 현립 실업보습학교 교원 양성소(福島縣立實業補習學校敎員養成所) 설립.
- 1935년 : 후쿠시마 현립 청년학교 교원 양성소(福島縣立靑年學校敎員養成所)로 개칭.
- 1944년 : 관립 후쿠시마 청년 사범학교로 승격.
- 1949년 : 후쿠시마 대학 학예학부가 됨.

## 캠퍼스
- 가나야가와(金谷川) 캠퍼스
- 후쿠시마현 후쿠시마시 가나야가와(金谷川) 1.

## 조직

### 학부
- 인문사회 학군(學群)
  - 인간발달 문화 학류(學類) - 교원 양성 과정
    - 인간발달 전공
    - 문화탐구 전공
    - 스포츠 예술 창조 전공

  - 행정 정책 학류
    - 법학 전공
    - 지역과 행정 전공
    - 사회와 문화 전공

  - 경제 경영 학류
    - 경제 분석 전공
    - 국제 지역 경제 전공
    - 기업 경영 전공

  - 야간 주체 코스 (현대 교양 코스)
- 이공 학군
  - 공생 시스템 이공 학류
    - 인간 지원 시스템 전공
    - 산업 시스템 공학 전공
    - 환경 시스템 매니지먼트 전공

### 대학원
- 인간발달 문화 연구과 (석사 과정)
- 지역정책과학 연구과 (석사 과정)
- 경제학 연구과 (석사 과정)
- 공생 시스템 이공학 연구과 (석사/박사 과정)

### 부속기관
- 도서관
- 대학 부속 학교 (초등학교, 중학교, 유치원, 특별지원학교)